# Spira mirabilis (film)
Spira mirabilis è un film documentario del 2016 diretto da Massimo D'Anolfi e Martina Parenti.
Il film era in concorso alla 73ª Mostra internazionale d'arte cinematografica di Venezia e ha vinto il Green Drop Award, ex aequo con Voyage of Time di Terrence Malick.

## Contenuto
I concetti di immortalità e rigenerazione vengono esplorati seguendo cinque storie legate a cinque elementi (l'acqua, la terra, l'aria, il fuoco e l'etere), attraverso giustapposizioni di brevi scene che divengono chiare allo spettatore a mano a mano che il film progredisce.
- In un cinema abbandonato, l'attrice francese Marina Vlady recita brani del racconto di Jorge Luis Borges L'immortale.
- In Giappone, vengono mostrate le ricerche dell'accademico Shin Kubota, che studia il piccolo organismo marino Turritopsis dorhnii, che per le sue caratteristiche biologiche definisce "medusa immortale".
- Si segue il restauro di una statua del Duomo di Milano.
- Leola One Feather e Moses Brings Plenty, leader della comunità indiana Oglala Sioux, cercano di tener vive le tradizioni spirituali del loro popolo e rievocano l'incidente di Wounded Knee.
- A Berna, i musicisti svizzeri Felix Rohner e Sabina Schärer lavorano allo sviluppo dei loro strumenti musicali, sperimentando delle soluzioni innovative e ispirate a tradizioni musicali esotiche.

## Produzione
Oltre alla regia, alla sceneggiatura e alla produzione, Massimo D'Anolfi e Martina Parenti hanno ricoperto anche la maggior parte delle posizioni artistiche del loro film: D'Anolfi si è occupato della fotografia e Parenti del suono, oltre a montare insieme le scene. Il film è stato coprodotto delle italiane Montmorency Film e Rai Cinema e dalle svizzere Lomotion e Schweizer Fernsehen.

## Distribuzione
Il film è uscito nelle sale italiane il 22 settembre 2016, distribuito da I Wonder Pictures.

## Accoglienza critica
Secondo Jessica Kiang di Variety, il film non narrativo è un mezzo sfuggente per molti spettatori, tanto più che in questo caso i registi danno pochi indizi sull'intento del loro enigmatico film, lasciando gli spettatori nel dilemma di capire il significato del film.
La Neue Zürcher Zeitung ritiene che il film costitisca una sfida. Il film d'essai è difficile, ma costituisce «la forma più bella per un'esplorazione profondamente umana del mondo».

## Riconoscimenti
- 2016 – 73ª Mostra internazionale d'arte cinematografica di Venezia
  - Sfera 1932 Award a Spira Mirabilis[1]
- 2017 – Berner Filmpreis Festival
  - Berner Filmpreis a Spira Mirabilis[2]